# الخطوط الجوية البريطانية لما وراء البحار الرحلة 781
الخطوط الجوية البريطانية لما وراء البحار الرحلة 781 طائرة دي هافيلاند كومت كانت تحمل علي متنها 29 راكبا و6 من أفراد الطاقم في رحلة طيران من كالانغ إلي لندن عبر روما في 10 يناير 1954 وبعد 26 دقيقة من الإقلاع أنفجرت الطائرة عندما أنفصل سطح مقدمة هيكل الطائرة بين حجرة الركاب وقمرة القيادة أولا ثم قام أحد المقاعد بتدمير جناح الذيل الأيسر وبعدها إنفصل الذيل والمحركات وأطراف الجناحين الخلفي والخارجي وبعدها قمرة القيادة وأشتعل الوقود في الجو وتحطمت بالقرب من جزيرة إلبا الإيطالية وكان رئات الضحايا إنفجرت كالبالون وتحطمت جماجمهم وكان طريق المحققين البريطانيون مسدودآ.

## بداية ونهاية الرحلة
كان جيري بول يتفقد حقائب وعجلات ومعدن الطائرة بينما جاء الكابتن آلان جيبسون البالغ من 31 عاما أصغر طياري الشركة الذي أمضي مع الشركة أكثر من 6,500 ساعة طيران والمساعد أول ويليام جون بيري البالغ من العمر 33 عاما الذي أمضي مع الشركة حوالي 5 الآف ساعة طيران ومهندس الرحلة فرانسيس تشارلز ماكدونالد البالغ من العمر 27 عاما ومساعد الراديو لوكي باتريك ماكماهون البالغ من العمر 32 عاما وكان كلا منهما لديه 720 ساعة طيران وكان أحد الركاب مراسل بي بي سي المشهور تشيستر ويلموت وكان الركاب 10 صغار يتجهزون للعام الدراسي الجديد و19 كبار بعضهم يتطلعون للعودة للعمل وبعضهم يستعدون للزواج عند الساعة 10:19 بالتوقيت المحلي (عند الساعة 9:34 بتوقيت غرينيتش) أقلعت طائرة كنداير سي-4 أرجونيت بمحركاتها الأربعة من طراز رولز رويس ميرلين 622 التابعة للخطوط الجوية البريطانية لما وراء البحار الرحلة 790 (رقم التسجيل :G-ALHJ) كانت تحمل علي متنها 29 راكبا و6 من أفراد الطاقم وكان يقودها الكابتن جي. آر. جونسون في رحلة من روما إلي لندن وكان آخر شخص يتكلم مع طياري الرحلة 781 وعند الساعة 10:31 بالتوقيت المحلي (عند الساعة 9:50 بتوقيت غرينيتش) أقلعت طائرة الرحلة 781.

## حوادث سابقة للكابتن آلان جيبسون
كان الطيار آلان جيبسون قبطان حادث تحطم طائرة هاندلي بيج هيرميس اختبارية في مدينة تشيلبولتون بمقاطعة هامبشير (رقم التسجيل :G-ALEU) في 10 أبريل 1951 عندما كان الكابتن آلان جيبسون و4 من أفراد الطاقم يقومون برحلة اختبارية وبعد 20 دقيقة من الإقلاع من محطة تشيلبولتون لسلاح الجو الملكي كان المحرك رقم 3 يدور فوق السرعة الطبيعية ومن ثم أنطفا المحركان رقم 1 و4 وهبطت بهبوط بدون عجلات في حقل مائي قرب تشيلبولتون وبعد 5 سنوات كانت العوامل المشابهة قد أربكت الكابتن ريتشارد إن. أوغ الذي يقود طائرة خطوط بان أمريكان العالمية الرحلة 943 في 16 أكتوبر 1956 وهبطت الطائرة هبوط مائي علي بعد 1,800 كم (1,125 ميل) جنوبي غرب سان فرانسيسكو وعلي بعد 2,035 كم (1,272 ميل) شمالي شرق هونولولو وقد نجا ركابها الواحد والثلاثين بسلام.

## خطوط جنوب أفريقيا الجوية الرحلة 201
في 8 أبريل 1954 تحطمت طائرة دي هافيلاند كومت التابعة لخطوط جنوب أفريقيا الجوية بالنيابة عن الخطوط الجوية البريطانية لما وراء البحار بعد شهرين و28 يوما من الحادث الأول وكانت تحمل علي متنها 14 راكبا و7 من أفراد الطاقم وقتل جميع الركاب والطاقم البالغ عددهم 21 شخصا أثناء رحلة الطيران من لندن إلي جوهانسبرغ عبر روما والقاهرة.

## أرنولد هول
أشترك عالم الطيران البريطاني أرنولد هول وفريقه في متحف آراء الطيران البريطاني في التحقيق بعد الحادثتين من أمر زعيم حزب المحافظين ونستون تشرشل وصمم العديد من التجارب العلمية من بينها تجربة تحمل طائرة الكوميت الضغط وتجربة انفجار الضغط في طائرة الكوميت لمدة 7 أشهر وأكتشف أن انفجار الضغط بلغ 70% أي أكثر بنسبة 40% من سطح الطائرة وثبتت دعائم النوافذ بمسمار البرشام ولم تصلق بالغراء وتم دقها في المعدن وسبب ضغط عالي مما أدي إلي الشقوق ثم إلي التحطم وبعد تقارير الحادثة تم إرسال قطع حطام الطائرة إلي متحف العلوم في العاصمة البريطانية لندن.